# Paul de Lassence
 (janvier 2011).
Si vous disposez d'ouvrages ou d'articles de référence ou si vous connaissez des sites web de qualité traitant du thème abordé ici, merci de compléter l'article en donnant les références utiles à sa vérifiabilité et en les liant à la section « Notes et références ».
Paul de Lassence, né Paul Haerynck à Ixelles le 7 juin 1886 et mort à Paris 18e le 25 janvier 1962, est un peintre et un graveur belge. 

## Biographie
Paul de Lassence est Brabançon par son père, professeur à l’Athénée de Bruxelles, et Wallon par sa mère. Il gardera un profond attachement à la Belgique tout au long de sa vie, malgré son enracinement en France et sa passion pour la Bretagne qu’il n’a cessé de peindre.
Élève à l’Académie royale des beaux-arts de Bruxelles, il part à Londres pendant près d’un an, pour suivre les enseignements de Frank Brangwyn.
Il s’installe dès 1912 à Paris, et y réside jusqu’à la fin de sa vie dans l'atelier Villa des Arts.
De nombreuses expositions particulières consacrent son œuvre de paysagiste :
- en 1912, à la galerie Henri Manuel ;
- en 1918, à la Galerie Intérieur de Bruxelles[1] ;
- en 1922, à Nantes ;
- en 1923, à Lorient, à l'exposition organisée par la Société lorientaise des beaux-arts ;
- en 1925, à la galerie Georges Petit ;
- en 1926, à la galerie des artistes français à Bruxelles ;
- en 1930, à la galerie Georges Petit ;
- en 1930, à la galerie Mann, à Luxembourg.

La Corse d’abord, puis la Bretagne sont ses lieux d’inspiration. Il a une prédilection pour les paysages, les compositions florales luministes et réalistes.
« Paul de Lassence est le peintre des parcs, de la beauté artificielle et d'une finesse aristocratique. Il peint également des bassins, des cygnes, des bouquets de verdure, des femmes qui se promènent dans les ruelles. Son œuvre est mélancolique et tendre, le plus souvent romantique. De là aux sujets d'inspiration romaine ou mythologique, il n'y a qu'un pas qu'il a franchi. Ses tableaux déploient la richesse de tapisseries. Son art est mûr et adulte. » (article de presse 1918).
Il intègre des groupes d’artistes, tel que la Syrinx en Suisse et participe à des expositions collectives avec les peintres belges de Paris.

## Récompenses
- Titulaire de la Légion d'honneur[réf. souhaitée]
- Chevalier de l'Ordre de Léopold[réf. souhaitée]

## Œuvres
La liste ci-après est très incomplète :
- Pont-Croix : vue du bas de la ville (Maison du marquisat, Pont-Croix).
- Pont-Croix : le lavoir de Pen-ar-c'han (Maison du marquisat, Pont-Croix).
- Pont-Croix : la Grande Rue Chère (Maison du marquisat, Pont-Croix).
- Le temple du hameau de la Reine.